# Warlock (1989)
Warlock is een horror-fantasyfilm uit 1989 onder regie van Steve Miner. De productie bleek aanleiding voor een aantal vervolgen. In zowel het eerste als tweede deel (Warlock: The Armageddon) speelt Julian Sands de titelrol. In deel drie (Warlock III: The End of Innocence) verving Bruce Payne hem.
Warlock won de publieksprijs op het Brussels International Festival of Fantastic Film 1991 en werd genomineerd voor Saturn Awards in de categorieën beste fantasyfilm, beste filmmuziek (van Jerry Goldsmith) en beste speciale effecten.

## Verhaal
Een zwarte magiër (de warlock) is erop uit om de hel op aarde te ontketenen door het samenbrengen van de aparte delen van de zogenaamde Grimoire, het zwarte heksenboek.

## Rolverdeling
| Acteur           | Personage      |
| ---------------- | -------------- |
| Julian Sands     | Warlock        |
| Lori Singer      | Kassandra      |
| Richard E. Grant | Giles Redferne |
| Mary Woronov     | Channeler      |
| Kevin O'Brien    | Chas           |
| Richard Kuss     |                |
| Rob Paulsen      |                |
| Brandon Call     |                |